# Bakalářská práce
Bakalářská práce (hovorově též bakalářka, angl. bachelor's thesis) je typ školní práce, kterou obhajují studenti na vysokých školách. Jde o obsáhlejší práci (tzv. závěrečnou, nebo kvalifikační), která by měla být na určité úrovni, a jejíž úspěšná obhajoba je pro studenta většinou – ne vždy – jednou z podmínek pro řádné ukončení studia v bakalářském studijním programu.
Obhajoba bakalářské práce bývá součástí státní závěrečné zkoušky (státnice, SZZ).
Tvorbu bakalářské práce zpravidla vede a dozoruje její vedoucí, rovněž bývá takováto práce spjata s oponenturou.

## Historie
Bakalářská práce je v Česku též někdy nazývána jako „diplomová práce,“ nebo někdy též jako „bakalářská (diplomová) práce,“ protože i tato studentská práce, či přesněji bakalářský program, je spjat s udělováním diplomu. Pojem „diplomová“ je však zpravidla historicky spjat, rovněž dle současného českého vysokoškolského zákona, s prací magisterskou. Protože do revoluce v roce 1989 byla v tehdejším ČSSR charakteristická „dvoustupňová soustava“ a bakalářský stupeň byl zaveden až zákonem v roce 1990, přičemž zákon mezi lety 1990-1998 se o obhajobě bakalářské práce nezmiňoval.
V současnosti je obhajoba bakalářské práce zpravidla jednou ze součástí SZZ, nejde tedy o striktní podmínku ze zákona (bakalářské studium může být zaměřeno nejen akademicky, ale také profesně).

## Náležitosti
Orientačně lze uvést, že bakalářská práce je obecně méně rozsáhlá než diplomová práce. Nejedná se o práci, která musí jako podmínku ze zákona, přinášet původní výsledky (blíže: disertační práce) či nové vědecké poznatky (blíže: habilitační práce). Účelem bakalářské práce je prokázat schopnost samostatné odborné práce. Obvykle je vypracována písemně, ale na některých typech škol (např. uměleckých) může mít i jinou formu; konkrétní podoba bakalářské práce tak může mít různý charakter (video, rešerše, softwarové dílo, důkaz nových poznatků…), především kvůli odlišnostem mezi různými oblastmi.
Pro orientaci lze uvést, že je obvykle požadován rozsah 35-45 normostran. Například jeden pramen (FF MU), který hovoří k optimálnímu rozsahu, uvádí, že: „Doporučená kvantita je pro bakalářskou diplomovou práci 70 000 znaků (asi 38 normostran) (...).“ Jiný pramen (PF UP) uvádí k rozsahu bakalářské práce následující: „Rozsah bakalářské práce se pohybuje v rozmezí 50 až 80 tisíc znaků (zhruba 27–44 normostran), (...).“ Konkrétní podmínky vypracování bakalářské práce si každá vysoká škola stanoví sama, a to právě vzhledem k příslušné oblasti; minimální a maximální rozsah a další náležitosti práce jsou zpravidla upraveny příslušným vnitřním předpisem (např. pokynem děkana).
Pokud je třeba práci odevzdávat v elektronické podobě i v papírové podobě, je potřeba text bakalářské práce vytisknout. K tomu je možné využít například služeb v různých copycentrech, které se mnohdy nachází poblíž fakult či kolejí. Pro tisk je důležité dodat podklady ve formátu PDF, tisk z jiného formátu než PDF nemusí zaručit správný výsledek a práce může být znehodnocená.
Student v tomto programu či student, který pracuje na své bakalářské (diplomové) práci, se někdy nazývá bakalant (resp. diplomant). Studenti někdy opisují, tzv. plagiátorství, přitom použití části, případně i celého cizího díla možné je, základem bývá uvést zdroj a je třeba dodržovat určitá pravidla včetně bibliografických citací. Někdy si též nechávají zhotovovat části, nebo i celou práci, od někoho jiného, tedy zneužije principů ghostwritingu, a to zpravidla za úplatu, např. od kamaráda, firmy, nebo i rodiny, či jiné osoby, která si takto přivydělává atp., takovéto zhotovování práce pak postrádá onen původně zamýšlený studijní či vzdělávací smysl.

## Vedoucí a oponent
Vedoucí bakalářské práce dohlíží na to, aby práce splňovala veškeré formální i obsahové požadavky. Je to většinou vysokoškolský učitel, který studenta při práci vede, zpravidla jde o akademického pracovníka působícího na dané vysoké škole, který vypisuje témata prací, ke kterým se mohou studenti přihlašovat. Často to bývá též doktorand (student doktorského studijního programu). V průběhu zpracování konzultuje se studenty postupy, výsledky atp. Po odevzdání práce zpravidla zpracovává posudek vedoucího práce.
Oponentem může být například „člověk z praxe“ (z určité instituce), případně jiný doktorand, resp. vysokoškolský učitel; rovněž zpravidla zpracovává posudek.

## Obhajoba
Obhajoba bakalářské práce bývá součástí státnic. Členové státnicové komise většinou dostávají možnost se předem seznámit s prací samotnou i s uvedenými posudky. V posudcích bývá též zahrnuto hodnocení zpracování, resp. práce samotné (známkou, kupř. A-F, blíže: Kredit_(školství)#Klasifikace). Komise pak během obhajoby hodnotí práci na základě posudků. Rozhodující je zpravidla vždy obhajoba, což znamená, že i kvalitně zpracovaná práce samotná (známky z posudků: A, A) nemusí být nakonec před komisí obhájena a naopak i nevyhovující práce jako taková (F, F) může před komisí nakonec skončit úspěšnou obhajobou. Komise se po skončení obhajoby samotné o konečném hodnocení většinou tajně radí a usnáší, přičemž rozhodujícím je pak její konečné stanovisko.
Průběh obhajoby bývá různý, zpravidla záleží na zvyklostech a  předpisech dané instituce. Někde se detailně jednotliví členové státnicové komise zabývají výsledky, které má práce přinášet, zda byly naplněny cíle práce, použitými metodami, co práce přináší nového atp. Jinde bývají u obhajoby přítomni autoři uváděných posudků, přičemž komise zohledňuje též rozpravu, kvalitu argumentace a vypořádávání připomínek. V jiných případech může obhajoba začínat např. 20minutovou úvodní prezentací od studenta, kdy následuje přečtení posudků předsedou komise a pokládání doplňujících dotazů z posudků předsedou komise, přičemž členové komise hodnotí jejich vypořádání. Následuje většinou zevrubnější rozprava studenta s jednotlivými členy komise. Obhajoba může orientačně trvat kupříkladu od 30 do 60 minut, nicméně uvedené bývá vždy velmi individuální.